# إلفيرا إبراغيموفا
إلفيرا مونابيروفنا إبراغيموفا (الروسية:Эльвира Мунавировна Ибрагимова ; ولدت في 24 مايو 1986 في قازان) ممثلة ومقدمة تلفزيونية روسية.
ظهرت في فيلم المغامرات الكوميدي سوكروفيشتشا أو.كي. (2013), بالأشتراك مع أليكسي فوروبيوف , ماريا كوجيفنيكوفا.

## نشأتها
أمضت إلفيرا طفولتها في قرية في المنطقة فاسيليفو زيلينودولسك في تتارستان. كان والدها رجلا عسكريا، لذلك كنت العائلة في حالة تنقل في كثير من الأحيان , توفي والدها في غرفة العمليات بسبب نقل فصيلة الدم غير مناسبة. ما شكل صدمة حقيقية لجميع أفراد الأسرة. لذا عاشت إلفيرا يتيمة وشقيقها الأكبر، مع الدتي المعلمة في مدرسة فاسيليفسكايا، معلمة من أصول التتار والفرنسية.
في المدرسة الثانوية، أصبحت اهتمامها باللغة الإنجليزية يزداد، ما وضعته هدفا لنفسها لدخول معهد في اللغة, خلال الدراسة، حلم الطفولة القديمة استيقظ بأن تظهر على الشاشة. لذلك قررت إلفيرا في دخول مجال التمثيل التلفزيوني والسينمائي, تخرجت من مدرسة كازان المسرحية (قسم التمثيل) و جامعة التتار الإنسانية التربوية (كلية اللغات الأجنبية). ومتحدثة باللغة الإنجليزية والتركية بطلاقة.

## روابط خارجية
- إلفيرا إبراغيموفا على موقع IMDb (الإنجليزية)
- إلفيرا إبراغيموفا على موقع قاعدة بيانات الفيلم (الإنجليزية)
- البيانات إلفيرا إبراغيموفا على موقع كينوبويسك